# Université du Guangxi
L'université du Guangxi  (chinois simplifié : 广西大学 ; chinois traditionnel : 廣西大學 ; pinyin : huǎngxī dàxué ; anglais : Guangxi  University ; zhuang : Gvangjsih Dayoz), abrégée en Xida (西大, xīdà) est une université publique située à Nanning (République populaire de Chine), créée en 1928. Elle fait partie du « Projet 211 » en Chine. 

## Personnalité liée a l'université
- Huang Xianfan, professeur d'histoire de l'université de 1940 à 1953.
- Lin Li, physicienne chinoise, diplômée de l'université en génie mécanique en 1944